# Liubivșciîna, Mirhorod
Liubivșciîna (în ucraineană Любівщина) este un sat în comuna Șahvorostivka din raionul Mirhorod, regiunea Poltava, Ucraina.

## Demografie
Componența lingvistică a localității Liubivșciîna
     Ucraineană (94,97%)
     Rusă (5,03%)
Conform recensământului din 2001, majoritatea populației localității Liubivșciîna era vorbitoare de ucraineană (94,97%), existând în minoritate și vorbitori de rusă (5,03%).